# Ricardo Lopes Reis
Ricardo Lopes Reis (Lisboa, 23 de agosto de 1999) é um account manager e político português. Foi eleito nas eleições legislativas de 2025, como deputado à Assembleia da República, pelo CHEGA, é membro da direção nacional da Juventude CHEGA e membro do conselho de jurisdição nacional do partido. Na legislatura anterior, desempenhou funções como um dos assessores políticos do grupo parlamentar do CHEGA na Comissão de Cultura, Comunicação, Juventude e Desporto e na Comissão Parlamentar de Inquérito das gémeas luso-brasileiras tratadas com o medicamento Zolgensma. Em fevereiro de 2025, foi anunciado cabeça de lista às eleições autárquicas de 2025 para a Assembleia Municipal de Odivelas.

## Deputado à Assembleia da República

### XVII Legislatura da República Portuguesa
Ricardo Lopes Reis, que foi no último ano assessor político do partido na Assembleia da República, é membro da direção da Juventude Chega e integra, como suplente, o Conselho de Jurisdição Nacional do partido. A 18 de maio de 2025, foi eleito deputado à Assembleia da República pelo CHEGA, pelo círculo eleitoral do Setúbal.

### Comissões parlamentares
- Comissão de Assuntos Constitucionais, Direitos, Liberdades e Garantias
- Comissão de Assuntos Europeus
- Comissão de Economia e Coesão Territorial

## Declaração polémica
Em outubro de 2024, esteve envolto numa polémica depois de ter reagido no Twitter à morte de Odair Moniz, o cidadão cabo-verdiano que foi baleado mortalmente por um agente da PSP no bairro da Cova da Moura, com a frase: “Menos um criminoso… menos um eleitor do Bloco“.
Devido a estas declarações, a Procuradoria-Geral da República (PGR) anunciou a abertura de um inquérito, bem como às declarações de ódio proferidas pelo líder do Chega, André Ventura, e pelo líder parlamentar, Pedro Pinto.

## Resultados eleitorais

### Eleições legislativas
| Data | Partido | Partido | Círculo eleitoral | Posição     | CI. | Votos   | %              | +/-  | Status | Notas |
| ---- | ------- | ------- | ----------------- | ----------- | --- | ------- | -------------- | ---- | ------ | ----- |
| 2025 |         | CHEGA   | Setúbal           | 6.º (em 19) | 1.º | 129 569 | 26,38 / 100,00 | 6,07 | Eleito |       |

### Eleições Autárquicas

#### Assembleia Municipal
| Data | Partido | Partido | Círculo eleitoral | Posição     | CI. | Votos | %             | +/- | Status                             | Notas |
| ---- | ------- | ------- | ----------------- | ----------- | --- | ----- | ------------- | --- | ---------------------------------- | ----- |
| 2025 |         | CHEGA   | Odivelas          | 1.º (em 33) |     |       | 0,00 / 100,00 |     | Deputado à Assembleia da República |       |